# 寒食節
寒食節（かんしょくせつ、かんじきせつ）は、東アジアの年中行事。古代中国で成立し、現代では大韓民国などで春の農耕の始まりを祝うとともに祖先を祭り墓参が行われる一方、中国では清明節に吸収される形でほぼ消滅している。
伝統的な寒食節においては数日（時代によって期間は異なる）火を使わずに過ごし、冷たい食事だけで過ごす。後者については「寒食」という名前にあわせて後から生じた風習とみられる。これらは焼死した介子推を弔うため、という伝説が有名である。

## 各国における風習

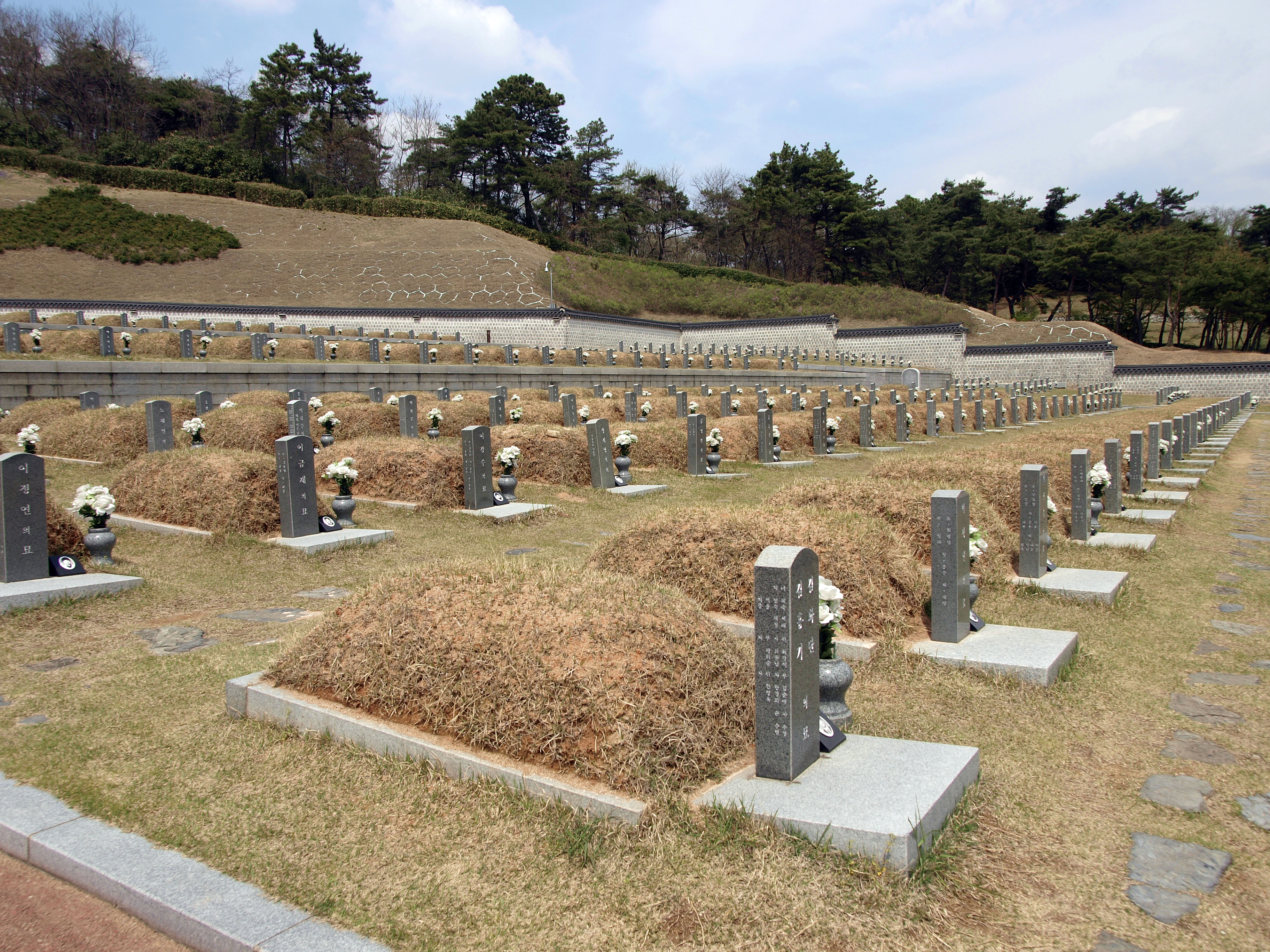
韓国の墓。寒食節には手入れをして芝生を張り替える。

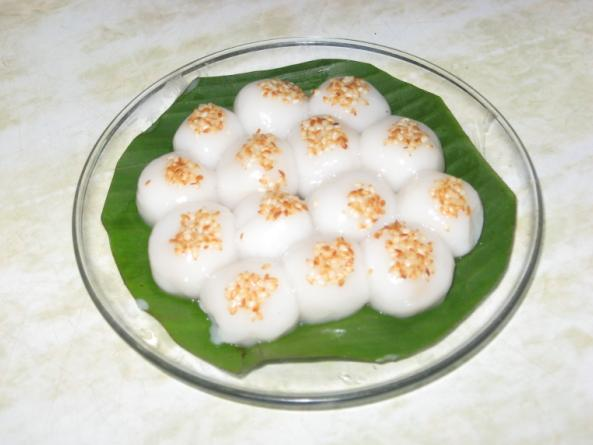
バイン・トイ。ベトナムでは寒食節に食する。

現代の大韓民国では、寒食節は元旦や端午、秋夕と並ぶ4大名節の1つとして、節祀や茶礼と呼ばれる先祖の祭祀を行う。茶礼は墓のメンテナンスであり、寒食節と秋夕は多くの韓国人が墓参に行く。寒食は特に冬の間に円形の封墳に生じた裂け目や窪みなどを補修して表面の芝を張り替えるが、近年は公園墓地の管理機関に作業を任せるケースも少なくない。その後に供物を捧げ、寒食の際に移葬や改葬を行うこともある。寒食節は冬至から105日目とされて太陽暦で4月5日頃にあたり、植樹に適当な時期のためこの日は植樹日（식목일、シンモギル）という記念日になっている
また、ベトナムでは北部を中心に旧暦3月3日にテットハントゥック（Tết Hàn thực）という寒食節由来の行事があり、バイン・チョイおよびバイン・トイ（Bánh trôi - bánh chay）という餅菓子を食べる。墓参りなどの風習は特にない。

## 起源
『周礼』秋官には「仲春（旧暦2月）に木鐸を鳴らして一斉に火を消す準備をし、改火に備える」という記述があり、これが火を使わずに過ごす寒食節のルーツとみられる。古い火を消して新しい火を得る火改は、カトリック教会の復活祭前夜やインカ帝国のインティ・ライミ、スコットランドやアイルランドのベルテーン祝祭、イランのサデーなど世界各地に古くから存在し、中国のものもその中の一つと考えられる。火改の祭にはイースターファイヤーのように焚火をともなうものも多く、介子推の焼死という伝説が寒食節に採用された背景には山焼きや人身御供などの風習が火改に存在した可能性が示唆される。

## 伝承の成立

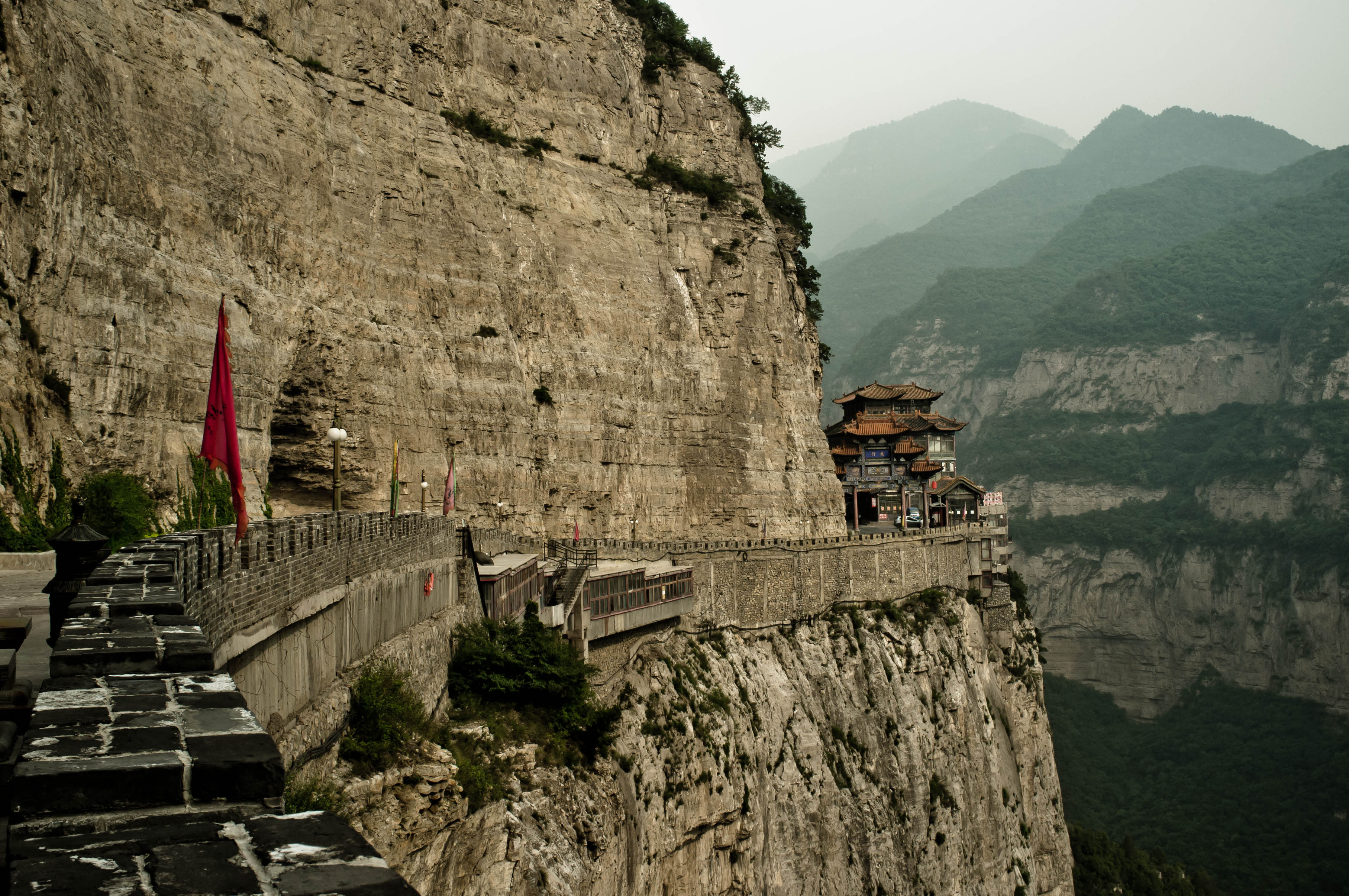
介子推が隠棲したとされる綿山

寒食節は介子推の焼死を弔って火を使わず冷たい食事だけで過ごすようになった、という伝説が広く知られている。この伝説では「晋の文公に仕えた介子推は論功行賞に漏れたことをきっかけに母と綿山の山中に隠棲し、文公からの呼び出しに応じなかった。文公は下山させるために綿山に火を放ったが、介子推は母を抱いたまま山中の洞窟で焼死した。憐れんだ文公は、山に廟を建てて介子推を祀るとともに命日から3日間は火を使わずに過ごすよう命じ、これが寒食節になった。」とされる。
しかし、介子推について最も古い記述とみられる先秦の『春秋左氏伝』の僖公二十四年の記述では「介子推が母とともに遁世して亡くなったのち、文公は介子推を探索したが見つけられず、処遇の過ちを後悔して綿上の地を介子推に封じた」とあり、焼死の要素は全くない。これに対し、戦国時代に書かれた『荘子』の雑篇・盗跖第二十九では神話的な描写が強くなり、「介子推は飢えた文公に自分の腿肉を食べさせるなど忠誠を尽くしたが隠遁し、呼び出しに応じず最後は樹木に抱きついたまま燔死した」と焼死という結末が出てきており、これが後代に影響を及ぼしたとみられる。また、戦国末期の『呂氏春秋』の巻十二・季冬紀第十二、および前漢に成立した『史記』の晋世家第九における記述には、春秋左氏伝と同じく焼死のエピソードはない。
一方で、前漢の『新序』の巻七・節士の條は「介子推は論功行賞の不満を歌に仮託し、文公の謝罪を受けたが綿山に隠棲し、呼び出すために山に火をかけられ焚死した」という内容になっており、呂氏春秋にあった歌など各書物の要素を取り入れながら、焚死までの流れを完成させた形となっている。後漢前期に書かれた『新論』には介子推の伝説と寒食の風習が合致したとあり、さらに後漢後期に蔡邕が著した『琴操』龍蛇歌の條では「介子推の焚死後、文公は後悔して禁火令を施行した」というストーリーが描かれ、介子推の焼死と寒食節の関連が明示されている。このため、後漢期に寒食節と介子推の弔いを紐づける見方が一般化したとみられる。
なお、宋代に書かれた『歳時広記』が引用した唐代の『朝野僉載』では、介子推の妹とされる妬女とともに兄妹を祀った妬女廟が并州にあると記録されている。また、2008年には介子推の故郷とされる山西省の介休市綿山で中国清明（寒食）文化祭が催されるなど、伝説は現代でも関心を引いている。

## 歴史

### 六朝期
曹操は3世紀の明罰令において「太原など北方では冬至後の105日間にわたり寒食のため火を使わないと聞くが、特に幼児や高齢者への負担が大きすぎるため寒食は不可とする」という詔を発した、と『芸文類聚』巻四や『玉燭宝典』二月の候に引用されている。ここでは寒食節の行われる地域として、太原郡・上党郡・雁門郡・西河郡という現代の山西省にあたる并州内の地名が挙げられている。
他にも六朝期の書物では晋代の『鄴中記』、南朝宋代の『後漢書』などに寒食節についての記述が見られ、
- 并州内で行われる地方風俗として認識されている
- 寒食で火を使わない期間は当初1か月ほどもあったが、死者が続出して6世紀の梁の時代までに3日間に短縮された

と考えられる。
また、6世紀頃の『荊楚歳時記』には、「冬至を去ること105日を寒食といい、3日間火を使わずに冷えた飴湯と大麦の粥を食べる」とある。実際に冬至から105日目にあたる寒食節後の清明と時期について混同しているとみられ、宋代の『歳時広記』が引用した『鄴中記』でも「冬至から100日目に并州では3日間火を断って乾粥を作る」と記されている。

### 隋・唐時代
唐代は特に中期以降に漢詩の題材として寒食が取り上げられる機会が増え、沈佺期は嶺外には寒食がないこと、初唐期の崔融や盛唐期の陳潤は江南（長江南部）における寒食をそれぞれ詠みこんでおり、北方や中原だけでなく浙江省周辺まで寒食節の風習が伝わっていたとみられる。また、8世紀の開元年間に玄宗によって寒食節に墓参することが勅許され、10世紀半ばの後周では墓で紙銭を焼いていた、と19世紀に朝鮮で著された『東国歳時記』に記述されている。
日本から唐に渡った円仁は9世紀半ばの『入唐求法巡礼行記』で寒食節について触れ、開成4年（839年）の2月14日から2月16日、および翌開成5年（840年）の2月23日から2月25日の3日間は、いずれも「世間では煙を出さず、全て寒食を食べる」と記している。なお、日本には寒食節の風習がないことが18世紀の『和漢三才図会』に書かれているが、小正月のとんどは寒食節の火祭りの影響を受けているという見方がある。

### 宋代以降
宋代には寒食節が西域のトルファン盆地まで伝わり、9日間に渡って行われていた。11世紀には蘇軾によって行書黄州寒食詩巻の書が書かれている。明代に入って禁火の習俗が廃れるとともに寒食は名称が実態に合わなくなり、中国では冬至後105日目の清明祭に統合されていった。
一方、朝鮮では寒食節が現代まで続き、李朝では柳の木で錐揉みして火を起こして宮中に進上し、国王が臣下に頒賜したという記述が19世紀前半の『洌陽歳時記』にある。『東国歳時記』には、同じく李朝で寒食後の清明に楡の木に火を灯して官庁に頒賜するとあり、改火の後の新しい火の頒与の風習が長期にわたって続いていたことがわかる。

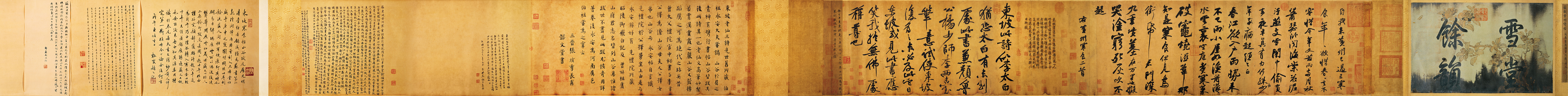
行書黄州寒食詩巻